# Maliattha freda
Maliattha freda là một loài bướm đêm trong họ Noctuidae.